# ラミロ1世 (アストゥリアス王)
ラミロ1世 （Ramiro I de Asturias、790年頃 - 850年2月1日）は、アストゥリアス王（在位：842年 - 850年）。ベルムード1世の子。アルフォンソ3世年代記によれば、実子を持たなかったアルフォンソ2世の跡を継いだ。

## 生涯
即位後、彼は王位を簒奪しようとしたネポシアーノに対処しなければならず、彼をナルセア川の近くのコルネリャーナ橋の戦いで退けた。ラミロ1世は、貴族の圧力によって自らの家系による継承が変えさせられる、選挙王制をやめさせた。即位後に彼はカスティーリャへ向かい、未亡人であったパテルナという女性と結婚した。彼の子であるオルドーニョ1世の年齢から考えると、この結婚はラミロ1世にとって再婚であった。
ラミロ1世の波乱含みの治世の間、年代記は、ヴァイキングとムーア人の両方からの攻撃をかわす必要があったと記している。彼は844年に起きたヴァイキングの遠征を退けている。古い年代記にあるようにムーア人は、伝説的なクラビホの戦いでラミロ1世によって敗北している。この戦いで『ムーア人殺し』と呼ばれたサンティアゴが白い馬に乗って姿を現したといわれており、イベリア半島においてサンティアゴ信仰が生まれることとなった。
846年、ムーア人の攻撃にさらされたレオンのキリスト教徒住民がアストゥリアスへ逃げてきた。レオンは856年にオルドーニョ1世によって再植民されるまで、無人の地となった。
ラミロ1世時代に起きた美術と建築の様式は、アストゥリアス芸術においてラミレンセ様式といわれる。
850年、ラミロ1世はサンタ・マリア・デル・ナランコ宮殿で死去し、オビエドにあるヌエストラ・セニョーラ・デル・レイ・カスト教会の王室霊廟に埋葬された。